# Gordon Tullock
Gordon Tullock (16. února 1922, Illinois – 3. listopadu 2014) byl známý jako americký ekonom a jeden z předních představitelů teorie veřejné volby. Zabýval se např. analýzou dobývání renty, logrollingem nebo hlasovacími pravidly.

## Život
Gordon Tullock se narodil v roce 1922 ve městě Rockford ve státě Illinois. V roce 1947 dokončil po přerušení způsobeném vojenskou službou právnické vysokoškolské studium na University of Chicago a téhož roku začal pracovat v advokátní kanceláři a v United States Foreign Service. V rámci diplomatických aktivit působil též dva roky v Číně.

### Vybraná akademická a profesní působnost
- 1947–1956: Různé pracovní pozice na Dálném východě
- 1958–1959: University of Virginia
- 1959–1962: Asistent a docent na University of South Carolina
- 1962–1967: Docent na University of Virginia
- 1967–1968: Profesor ekonomie a politické vědy na Rice University
- 1968–1972: Profesor ekonomie a teorie veřejné volby & State University
- 1972–1983: Profesor & State University
- 1983–1987: George Mason University
- Jaro 1987: Baruch University
- 1987–1999. Profesor ekonomie a politické vědy, University of Arizona
- Leden 1998: American Economics Association - Chicago meeting
- Podzim 1999: Profesor práva a ekonomie, George Mason University[1]

## Rozvoj ekonomické teorie

### Příspěvek k teorii veřejné volby
Gordon Tullock byl jedním ze zakladatelů teorie veřejné volby. V roce 1962 publikoval spolu s James M. Buchananem dílo The Calculus of Consent: Logical Foundations of Constitutional Democracy, jež se věnovalo volebním systémům a motivacím politiků v kontextu využívání omezených zdrojů a výrazně ovlivnilo přístup ekonomů k analýze ekonomického a politického rozhodování. Oba autoři zde kladli důraz na diskuzi motivů a racionalit jednotlivých aktérů (zejm. politiků), řešili zde otázky volby optimálního hlasovacího pravidla, diskutovali zde problematiku nákladů hlasování (tj. nákladů plynoucích z nutnosti nalezení konsensu) a v neposlední řadě se věnovali problematice logrollingu – principu uzavírání dohod mezi politiky.
Tullockův přínos lze spatřovat v matematizaci politiky. V roce 1967 publikoval dílo Toward a Mathematics of Politics, jež se dotýkalo hlasovacích paradoxů (např. Arrowova teorému nemožnosti) a analyzovalo voličské preference.
Věnoval se též problematice poptávky po veřejných statcích a teorii byrokracie, působil jako šéfredaktor časopisu Public Choice, jenž vychází od roku 1966, a v rámci své akademické dráhy publikoval přes 20 knih a několik stovek vědeckých článků.

### Tullockův model dobývání renty
V rámci teorie veřejné volby je Tullock známý pro svůj zjednodušený model dobývání renty z roku 1980.
Model v základním tvaru znázorňuje dva agenty, jež vynakládají určité prostředky za účelem zisku renty. Zjednodušeně platí, že čím vyšší prostředky agent vynaloží, tím vyšší je jeho ceteris paribus šance zisku renty. Daný vztah pro dva agenty je možno formulovat jako:
{\displaystyle P_{a}={\frac {A^{r}}{A^{r}+B^{r}}}}
{\displaystyle A} a {\displaystyle B} značí agenty, resp. výdaje jednotlivých agentů na zisk renty, {\displaystyle P_{a}} znamená pravděpodobnost zisku renty pro agenta {\displaystyle A} a exponent {\displaystyle r} znázorňuje dopad rozdílu ve výdajích jednotlivých agentů na pravděpodobnost zisku renty. Jestliže by se {\displaystyle r=1}, šance agenta {\displaystyle A} na zisk renty bude záviset pouze na velikosti podílu jeho výdajů vzhledem k celkovým výdajům obou agentů. Za podmínky {\displaystyle r=1} by platil závěr, že jestliže agent {\displaystyle A} na zisk renty vynaloží vyšší prostředky než agent {\displaystyle B}, pravděpodobnost zisku renty u něj bude vyšší než u agenta {\displaystyle B}. Parametr {\displaystyle r} lze chápat jako návratnost investovaných prostředků na dobývání renty. Jestliže se {\displaystyle r=1}, návratnost investovaných prostředků na dobývání renty je konstantní. Jestliže se {\displaystyle r=\infty }, návratnost investovaných prostředků na dobývání renty je nekonečná a daná soutěž mezi agenty je de facto diskriminační, jelikož agent, který vynaložil v rámci modelu vyšší prostředky na zisk renty, vždy vyhraje. Obecně lze daný model dobývání renty přepsat i pro {\displaystyle n} agentů, a to do tvaru:
{\displaystyle \pi _{i}={\frac {I_{i}^{r}}{\sum \nolimits _{j=1}^{n}I_{j}^{r}}}}
{\displaystyle \pi _{i}} značí pravděpodobnost {\displaystyle i}-tého agenta na zisk renty, {\displaystyle I_{i}^{r}} značí výši investovaných prostředků {\displaystyle i}-tého agenta za účelem zisku renty a {\displaystyle {\sum \nolimits _{j=1}^{n}}I_{j}^{r}} je suma všech investovaných prostředků všech agentů za účelem zisku renty.

## Vybrané publikace (autor či spoluautor)
- The Calculus of Consent: Logical Foundations of Constitutional Democracy (1962)
- The Irrationality of Intransitivity (1964)
- Toward a Mathematics of Politics (1967)
- Pareto Optimality with Risk Aversion (1968)
- A Simple Algebraic Logrolling Model (1970)
- The Vote Motive (1976)
- Efficient Rent-Seeking (1980)
- Toward a theory of the rent-seeking society (1981)
- The Political Economy of Rent Seeking (1988)